# Österholmen, Salo
Österholmen är en ö i Finland. Den ligger i Skärgårdshavet och i kommunen Salo i den ekonomiska regionen  Salo i landskapet Egentliga Finland, i den sydvästra delen av landet. Ön ligger omkring 52 kilometer sydöst om Åbo och omkring 120 kilometer väster om Helsingfors.
Öns area är 15,8 hektar och dess största längd är 0,7 kilometer i sydöst-nordvästlig riktning. Ön höjer sig omkring 30 meter över havsytan.